# AEG Wagner Eule
O Wagner Eule (Eule: Coruja) foi um monoplano para reconhecimento aéreo do Império Alemão construído em 1914 pela Allgemeine Elektricitäts-Gesellschaft. O segundo protótipo possuía um motor de automóvel Ford Model T.